# Skelly Field at H. A. Chapman Stadium
O Skelly Field at H. A. Chapman Stadium é um estádio localizado em Tulsa, Oklahoma, Estados Unidos, possui capacidade total para 30.000 pessoas, é a casa do time de futebol americano universitário Tulsa Golden Hurricane football da Universidade de Tulsa. O estádio foi inaugurado em 1930.